# Nuage du Loup
Le nuage du Loup est un système complexe de nébuleuses obscures, apparemment distinctes mais physiquement connectées les unes aux autres, visibles dans la direction de la constellation du Loup.
Il s’agit d’une région très étudiée car elle représente l’une des régions nébuleuses les plus proches du système solaire, où se produisent d’importants phénomènes de formation d’étoiles, générant des étoiles de faible masse. La plupart de ces étoiles constituent une grande population d’étoiles T Tauri qui s’étend à travers les filaments nébuleux de la région, en particulier les composants les plus au nord. Parmi celles-ci, certaines sont particulièrement connues et étudiées, comme EX Lupi, prototype de la classe homonyme des étoiles variables.
Selon les modèles dynamiques de la région, la formation d'étoiles aurait été favorisée par l'expansion d'une grande bulle de vent stellaire générée par les étoiles les plus massives de l'association Scorpius OB2, la partie la plus septentrionale de l'association Scorpius-Centaure. Sa position physique, intermédiaire entre Scorpius OB2 et la région centrale de cette grande association, confirmerait cette théorie.

## Observation

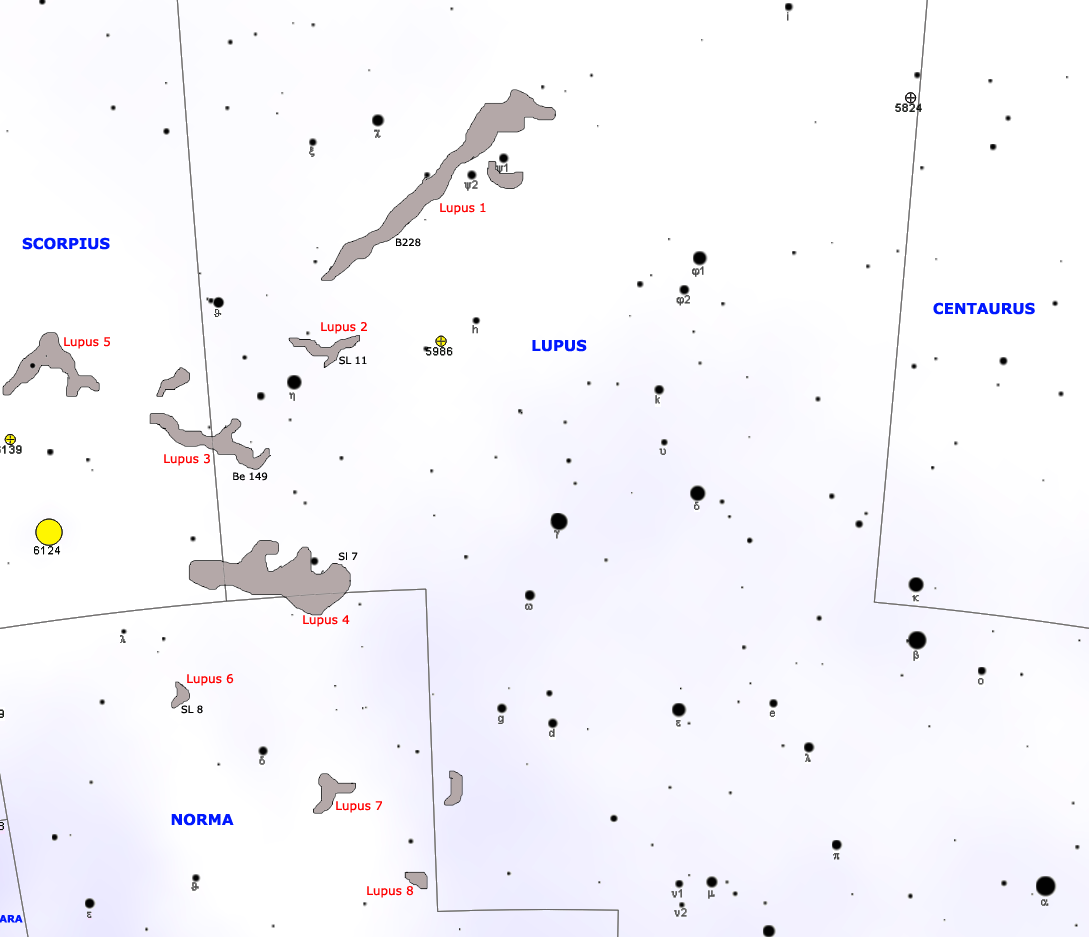
Carte du nuage du Loup.

Le nuage du Loup est observé comme une série de filaments sombres, plus ou moins longs et denses, visibles dans les régions nord et centrale de la constellation du Loup. S'agissant presque exclusivement de nuages non éclairés, ils ne sont pas directement observables ni avec des jumelles ni avec un télescope amateur. Leur présence peut être détectée sur des photographies à longue exposition ou composites, car ces nuages masquent les champs d'étoiles derrière eux. Le filament le plus long est également le plus septentrional, et se situe entre les étoiles ξ Lupi et ψ1 Lupi, plus près de cette dernière. Dans cette région, une partie du gaz devient visible car il apparaît directement éclairé par les étoiles bleues situées à proximité. Les autres filaments s'étendent au sud et au sud-est de celui-ci, jusqu'à atteindre les constellations adjacentes du Scorpion et de la Règle.
La constellation du Loup ayant une déclinaison moyenne plutôt méridionale, son observation est significativement pénalisée par les régions situées dans l'hémisphère nord, et en particulier par celles situées au nord de 50°. Depuis l'hémisphère sud, la constellation du Loup est visible la plupart des nuits de l'année et est également très haute à l'horizon. La période idéale pour l'observer dans le ciel du soir se situe entre les mois de mai et de septembre.

## Liens avec l'association Scorpion-Centaure
Le nuage du Loup se trouve physiquement près de la grande association Scorpion-Centaure, l'association OB la plus proche du système solaire, qui est également facilement observable à l'œil nu car elle est composée de toutes les étoiles bleues qui composent les constellations du Loup, du Centaure et de la Croix du Sud. Le nuage du Loup est situé à un point d'intersection entre deux des principaux complexes qui forment l'association, celui appelé Haut-Scorpion (Upper Scorpius), qui comprend l'association d'Antarès (Scorpius OB2), et le Haut-Centaure Loup (Upper Centaurus-Lupus), qui constitue la section centrale de l'association. L’âge de ces deux sous-groupes est respectivement de 5 à 6 Ma et de 14 Ma. Comprendre la dynamique qui a conduit à la formation et à l’évolution de cette grande association joue un rôle clé dans la compréhension de l’origine du nuage du Loup.
Selon certains modèles très simplifiés, les processus de formation d'étoiles qui ont conduit à la naissance de l'association Scorpion-Centaure auraient initialement eu lieu dans la partie nord du Haut-Centaure Loup, il y a environ 17 Ma, et se seraient ensuite étendus vers le sud, jusqu'au complexe Bas-Centaure Croix du Sud, atteignant leur apogée il y a environ 12 Ma. Les nouvelles étoiles auraient été initialement concentrées dans de petits amas et filaments entourés de gaz, contenant des dizaines ou des centaines d'étoiles. Le gaz résiduel du nuage moléculaire progéniteur aurait été ensuite balayé par l'action combinée du vent stellaire et de l'explosion éventuelle de certaines supernovae. Il y a environ 6 Ma, ces processus génératifs se sont étendus aux nuages situés au sud de l'équateur galactique, en particulier dans la région du complexe du Caméléon.

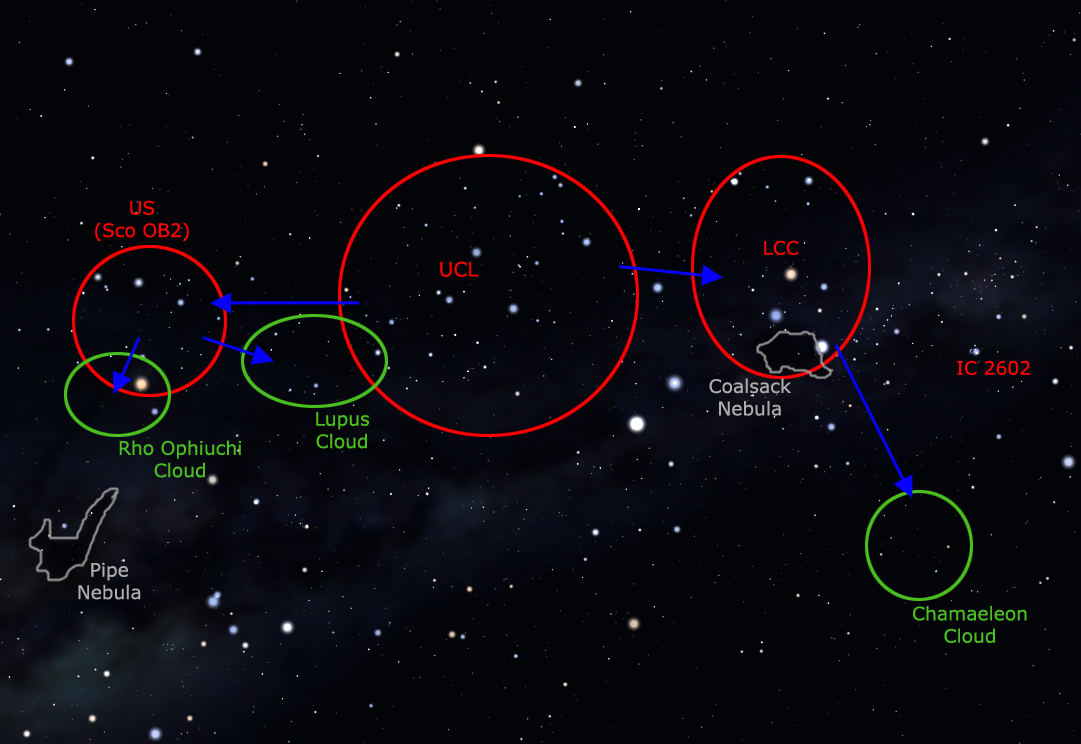
Dynamique des processus possibles de formation d'étoiles qui ont conduit à la naissance de l'association Scorpion-Centaure. En rouge sont les zones où la formation d'étoiles s'est arrêtée, en vert celles où elle est encore active et en gris les nuages inactifs.

Il y a 12 Ma, la bulle provoquée par le vent stellaire des jeunes étoiles du Haut-Centaure Loup a commencé son expansion, peut-être encore accélérée par l'explosion d'une supernova à une époque ultérieure. Ces supernovae étaient le résultat de l’évolution rapide des composants les plus massifs du groupe d’étoiles nouvellement formé. Il y a environ 5 Ma, la grande pression générée par le front d'expansion de la bulle a comprimé le nuage moléculaire situé en correspondance avec le groupe actuel d'étoiles qui forment la tête du Scorpion, générant la partie la plus jeune de l'association, le Haut-Scorpion ou Scorpion OB2.
La vague de formation d'étoiles qui a affecté le nuage du Scorpion Nord a généré un total d'environ 2 500 étoiles, dont certaines particulièrement massives, des supergéantes avec des masses supérieures à 10 M☉. Ces étoiles ont ensuite explosé en supernovae et la puissante onde de choc générée a presque entièrement balayé le gaz résiduel de l'ancien nuage moléculaire, affectant le nuage Rho Ophiuchi adjacent au cours du dernier million d'années, favorisant dans cette région l'intense activité de formation d'étoiles qui peut encore être observée aujourd'hui. Cette même onde de choc aurait également frappé la région où le nuage du Loup est actuellement observé, comprimant les gaz et déclenchant ainsi la formation d'étoiles.

## Caractéristiques et structure
Le nuage du Loup est composé d’un système de filaments nébuleux sombres connectés à de jeunes étoiles de la pré-séquence principale de masse faible et moyenne. Grâce à sa distance moyenne d'environ 220 pc (∼718 al), c'est l'une des régions de formation d'étoiles les plus proches connues, avec le nuage de Rho Ophiuchi, le nuage de la Couronne Australe et le nuage moléculaire 1 du Taureau. Il est composé de plusieurs sous-structures, numérotées de 1 à 9. Lupus 1, également catalogué comme B 228, est le filament nébuleux le plus grand et le plus au nord de tous, suivi de Lupus 2 et Lupus 3 près de l'étoile η Lupi. Ce dernier filament tombe partiellement au-delà de la frontière avec la constellation du Scorpion, tandis que Lupus 4, visible plus au sud, traverse partiellement la frontière avec la constellation de la Règle. Lupus 5 se situe entièrement dans la constellation du Scorpion avec Lupus 9, tandis que les Lupus 6, 7 et 8 sont, finalement, les filaments mineurs, qui se situent dans la Règle. Certains des amas gazeux semblent recevoir directement la lumière des composants de l'association Scorpion-Centaure, devenant partiellement visibles sous forme de faibles nébuleuses par réflexion. C’est aussi un indice sur le véritable lien entre les nuages et l’association.
Bien que le nuage ait été correctement placé dans une région galactique précise, la valeur exacte de la distance de ses composants nébuleux est encore discutée. Diverses études ont indiqué des distances pour ce complexe nébuleux entre 100 et plus de 300 parsecs, avec un consensus général sur des valeurs comprises entre 140 et 240 parsecs. Même en considérant ces deux dernières valeurs extrêmes, l'excursion est telle qu'elle ne permet pas de déterminer avec certitude des paramètres importants comme la masse totale du système ou la luminosité réelle des étoiles de faible masse qui lui sont associées. La distance moyenne des différents sous-groupes de l'association Scorpion-Centaure a été déterminée grâce à des mesures de parallaxe effectuées par le satellite Hipparcos, qui ont donné des valeurs de 145 parsecs pour le sous-groupe Haut-Scorpion et de 140 parsecs pour le sous-groupe Haut-Centaure Loup, entre lesquels le nuage du Loup semble être positionné. En étudiant la parallaxe de certaines des étoiles variables les plus brillantes situées dans le nuage, des valeurs de distance ont été dérivées allant de 108 parsecs pour l'étoile RY Lupi, jusqu'à 230 parsecs pour RU Lupi et 241 parsecs pour HR 6000. En étudiant la riche population d'étoiles T Tauri associées au nuage, une tentative a été faite pour déterminer les valeurs de distance des sous-structures individuelles qui composent le complexe nébuleux. Selon ces études, la plupart d'entre eux seraient situés à une distance moyenne d'environ 150 parsecs, tandis que le nuage Lupus 3 serait légèrement plus éloigné, à environ 200 parsecs, en considérant également la profondeur relative de cette population le long de la ligne de visée,.
Le gaz moléculaire du nuage du Loup s'étend exclusivement au nord du plan galactique, jusqu'à la latitude galactique relativement élevée de +25°, de manière similaire à l'association Scorpion-Centaure. Les différentes sous-structures contiennent une quantité importante de globules plus denses, dont la masse varie entre 2 et 46 M☉. plus de la moitié d'entre eux ont cependant une masse inférieure à 10 M☉. Leur rayon est plutôt compris entre 0,11 et 0,30 parsecs.

## Phénomènes de formation d'étoiles
Les phénomènes de formation d’étoiles au sein du nuage de Loup impliquent la naissance d’étoiles de masse faible et moyenne. Ces étoiles en formation, étant immergées dans les gaz du nuage, apparaissent obscurcies et ne sont donc visibles que comme sources de rayonnement infrarouge. Les sources les plus brillantes ont été identifiées par l’IRAS. Parmi celles-ci, 17 appartiennent définitivement à l'environnement du nuage de Loup, associées à plusieurs jeunes objets stellaires et étoiles de la pré-séquence principale, telles que les variables RU Lupi, IN Lupi et EX Lupi. La plupart de ces sources sont concentrées dans les trois premières sous-structures, Lupus 1, 2 et 3.
L'une des sources les plus étudiées de la région est IRAS 15398–3359, associée au nuage Lupus 1 et liée à un jet moléculaire avec un âge dynamique d'environ 2 000 ans et une masse de 0,0007 M☉. L'objet central d'où provient ce jet serait une jeune protoétoile en accrétion. Elle est également associée à une nébuleuse plus étendue, identifiée comme un objet de Herbig-Haro et cataloguée HH 185, qui peut également être observée dans le visible. Une deuxième source bien connue et étudiée au sein de Lupus 3 est la faible IRAS 16054–3857, car elle semble coïncider avec une protoétoile de classe 0 de faible luminosité, c'est-à-dire dans la phase très précoce de sa formation. Le globule lié à cette source est associé à l'objet HH 78 et aurait une masse comprise entre 5 et 10 M☉.
Au total, 7 objets HH ont été détectés parmi les nuages Lupus 1, Lupus 2 et Lupus 3, principalement associés à de jeunes objets stellaires bien connus. Parmi ceux-ci, se distingue HH 55, qui bien qu'il soit situé près de la jeune étoile RU Lupi, n'est pas physiquement lié à elle, mais est généré par un objet de très faible luminosité situé à proximité. En général, si l'on exclut Lupus 3, pour lequel les données partielles ne permettent pas d'avoir une image précise de la situation, le taux de formation d'étoiles dans les filaments nébuleux du nuage du Loup est plutôt faible comparé à d'autres régions nébuleuses similaires. Ceci pourrait s'expliquer par l'action perturbatrice du rayonnement ultraviolet intense provenant des étoiles massives de l'association Scorpion-Centaure, qui ne favoriserait pas l'effondrement des nuages mais au contraire tendrait à les faire dissoudre dans le milieu interstellaire.

## Composantes stellaires
Les populations stellaires associées au nuage du Loup semblent être très hétérogènes : bien que le nuage abrite une riche population d'étoiles T Tauri, leur distribution et leur concentration sont très variables, en fonction de l'activité de formation d'étoiles présente dans les différentes composantes de la région.

### Population d'étoiles de type T Tauri
Le nuage du Loup abrite l'une des populations d'étoiles T Tauri les plus grandes et les plus denses connues, en raison du type de phénomènes de formation d'étoiles ici, qui génèrent exclusivement des étoiles de faible masse. Le catalogage des étoiles T Tauri se concentre principalement sur les quatre premières composantes du nuage, qui sont celles dans lesquelles les phénomènes de formation d'étoiles sont les plus actifs. Une vingtaine d'étoiles T Tauri classiques (CTTS) ont été identifiées entre les nuages de Lupus 1 et Lupus 2, tandis que la plus grande population est celle du nuage de Lupus 3, dans lequel 43 composantes sont connues, parmi lesquelles se distinguent EX Lupi, RY Lupi, HR 5999 et HR 6000. Une quinzaine sont en revanche connues dans le nuage Lupus 4, parmi lesquelles figure la variable MY Lupi. Le recensement le plus complet pour ce type d'étoile a été réalisé en 1994 sur la base des recensements précédents.
En plus des étoiles T Tauri classiques, il existe de nombreuses étoiles T Tauri à raies faibles (WTTS), dont la plupart ont été identifiées grâce au ROSAT All-Sky Survey. Ces étoiles, reconnues comme étoiles de la pré-séquence principale grâce à la présence de lithium dans leurs spectres, ne semblent pas se concentrer autour des nuages principaux, mais, au contraire, sont dispersées dans toute la région. Cette distribution inhabituelle soulève quelques questions quant à savoir si ces étoiles appartiennent réellement au nuage du Loup. Si elles appartiennent effectivement au nuage du Loup, leur répartition actuelle peut s'expliquer de deux manières : selon certaines hypothèses, les nuages à l'origine de ces étoiles sont les mêmes que ceux qui sont encore observables aujourd'hui, et dont la grande vitesse les aurait alors amenées à leurs positions actuelles. Selon un autre scénario, ces étoiles seraient plutôt issues de nuages désormais complètement dissous. Les deux hypothèses peuvent être valables si nous supposons que les WTTS sont plus anciens que les CTTS, qui sont plutôt regroupés près des nuages observés. Un autre scénario, considéré comme plus fiable compte tenu de la dynamique connue au sein de cet environnement galactique, prévoit que le WTTS proviendrait de nuages qui se seraient désintégrés très rapidement sous l'action combinée du vent stellaire et du rayonnement des étoiles les plus massives de l'association Scorpion-Centaure.
Un autre problème est soulevé par d'autres hypothèses, également valables et possibles : selon certains auteurs, en effet, les T Tauri observés dans cette direction ne constituent pas une population unique, mais appartiennent à deux populations distinctes, celles qui sont réellement originaires du nuage du Loup, et celles qui font partie du cycle générationnel de la ceinture de Gould. Étant donné l’âge de la ceinture de Gould, qui est d’environ 30 à 60 Ma, il s’ensuit que les étoiles de faible masse qui sont apparues à cette époque n’ont pas encore eu le temps d’évoluer vers la phase de séquence principale et apparaissent toujours comme des objets pré-séquence principale. La preuve en est apportée par l'observation de plusieurs T Tauri dont l'origine, déterminée par la présence de lithium, se trouve dans la formation de la ceinture de Gould,. Les WTTS visibles en direction du nuage du Loup montrent en réalité un âge plus jeune que les autres, environ 7 Ma, même s'ils semblent moins jeunes que les CTTS visibles dans la même région, et même la masse moyenne semble différente entre les deux populations. Cela rend l’appartenance réelle du WTTS au nuage du Loup encore moins claire.
L'étude de la population WTTS du nuage du Loup nous a permis d'élaborer ou de renforcer certaines des théories existantes sur l'origine et la nature de cette classe d'objets. La recherche d'un excès de rayonnement infrarouge dans ces populations stellaires a fourni des preuves supplémentaires qui confirmeraient la théorie selon laquelle les étoiles T Tauri avec des lignes faibles sont des étoiles pré-séquence principale dont le disque circumstellaire est maintenant dissous, contrairement aux étoiles T Tauri classiques.
Le nuage Lupus 3, en particulier, a été étudié à différentes longueurs d’onde, y compris les rayons X. Il abrite l'amas stellaire le plus riche de la région, contenant plus de la moitié des CTTS connus dans l'ensemble du nuage du Loup. La plupart d'entre elles sont concentrées dans un espace d'une seule année-lumière autour de l'étoile HR 5999, où la densité stellaire s'élève à environ 500 étoiles par parsec3, une valeur beaucoup plus proche de celle trouvée dans les régions de formation d'étoiles contenant des étoiles de grande masse, comme l'amas du Trapèze, plutôt que celle connue dans les régions de formation d'étoiles de faible masse plus proches du système solaire, comme le nuage moléculaire 1 du Taureau. Cette caractéristique a rendu le nuage Lupus 3 idéal pour la recherche de composants de très faible masse, en premier lieu les naines brunes,.
La différence d'âge constatée entre les populations stellaires appartenant au nuage Lupus 1, qui sont plus anciennes, et celles des autres nuages, qui sont plus jeunes, semble confirmer que la vague de formation d'étoiles dans la région du nuage Lupus a été causée par l'expansion de la bulle de vent stellaire générée par les étoiles massives situées dans l'association Scorpius OB1 (Haut-Scorpion). Comme dans d’autres régions de formation d’étoiles d’où naissent des étoiles de faible masse, on trouve ici aussi plusieurs étoiles binaires, et dans certains cas même des systèmes triples.

### Composants individuels

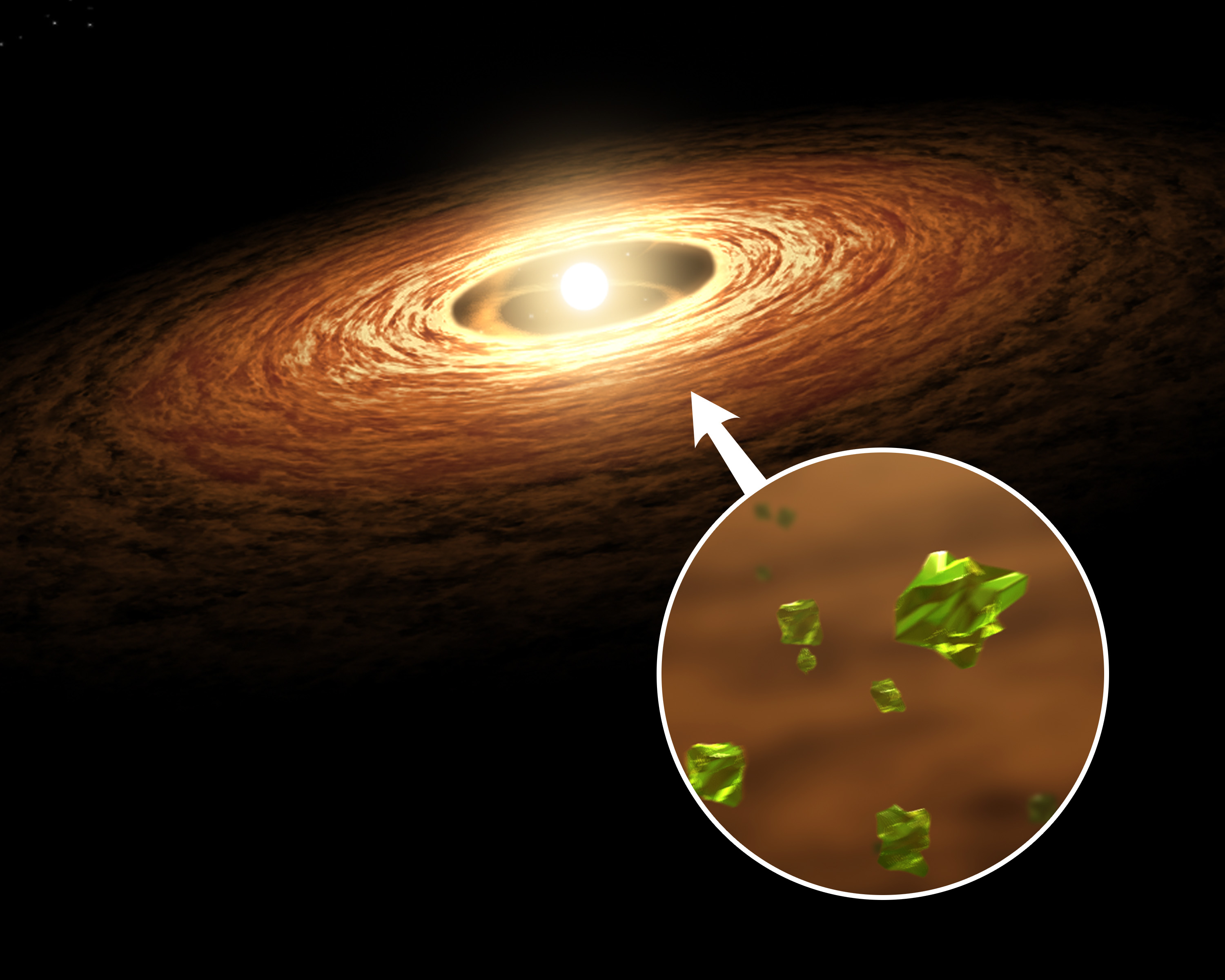
Représentation artistique d'EX Lupi, le prototype d'une classe particulière d'étoiles variables.

Le nuage du Loup abrite certaines des étoiles variables les plus connues et les mieux étudiées du ciel. Certaines d’entre elles servent même de prototypes pour décrire une classe entière d’étoiles variables.
Parmi celles-ci, la plus connue est EX Lupi, le prototype de la classe des variables EX Lupi, un sous-groupe particulier d'étoiles T Tauri sujettes à des augmentations soudaines et rapides de luminosité à intervalles irréguliers. Ce type d’étoile est entouré d’un disque d’accrétion, à partir duquel l’étoile reçoit de la matière. Lorsque le taux d'accrétion de l'étoile change soudainement, l'éruption observable se produit. On pense que cet état est une phase intermédiaire entre celui des variables FU Orionis et celui dans lequel l'étoile sort de la phase protostellaire.
GQ Lupi, en revanche, est une étoile T Tauri classique, dont l'importance est donnée par la présence en orbite d'un compagnon physique de masse substellaire, probablement une naine brune. Selon certaines études, la masse de ce compagnon pourrait être d'environ 10 à 20 MJ, tandis que selon d'autres études sa masse pourrait être plus grande, ou en tout cas comprise entre 10 et 40 MJ.
RU Lupi est le composant le plus brillant de la population associée au nuage Lupus 2, ainsi que l'une des étoiles T Tauri les plus connues et les plus étudiées. Elle possède un disque circumstellaire particulièrement massif, avec une masse qui pourrait dépasser 20 MJ, ce qui équivaut à 2,8 % de la masse de l'étoile elle-même. En cela, elle est la deuxième après l'étoile IM Lupi, qui possède le disque circumstellaire le plus massif connu dans le Nuage du Loup. RU Lupi a un compagnon qui pourrait être une naine brune. Il a été déterminé que cet objet devrait avoir une masse d'au moins 27 MJ et une période de révolution d'environ 3,71 jours.
HR 5999 et HR 6000 (HD 144667 et HD 144668), contrairement aux précédentes, sont deux étoiles Ae/Be de Herbig, c'est-à-dire des étoiles de grande masse en phase pré-séquence principale. Bien qu'elles constituent une exception dans le panorama des populations stellaires du nuage du Loup, elles ne sont pas complètement étrangères, car certaines étoiles isolées de grande masse sont également connues dans d'autres sites de formation d'étoiles de faible masse. HR 5999, associée à une petite nébuleuse par réflexion, a été la première étoile de cette classe dans laquelle des oscillations multipériodiques, y compris des pulsations non radiales, ont été identifiées. C'est une étoile binaire qui a un champ magnétique faible, et porte la désignation d'étoile variable V1027 Scorpii. HR 6000 apparaît plutôt comme une étoile dans une phase de formation légèrement plus avancée que la précédente. Elle présente une composition chimique inhabituelle, caractérisée par une très faible présence de lithium. Elle a un compagnon appartenant à la classe T Tauri sur une orbite très proche et est également catalogué sous l'acronyme V856 Scorpii. Les deux étoiles sont responsables de l'illumination d'une partie du nuage, qui devient visible sous la forme d'une nébuleuse par réflexion.
Parmi les autres composants particuliers figurent Par-Lup3-4, un objet très faible et de faible masse qui semble avoir un âge d'environ 50 Ma, bien plus ancien que les autres objets situés dans le nuage du Loup, et Th 28, une source bleutée associée à l'objet HH 228. Tous deux sont situés dans Lupus 3.

### Textes généraux
- (en) Stephen James O'Meara, Deep Sky Companions: Hidden Treasures, Cambridge University Press, 2007 (ISBN 0-521-83704-9)
- (en) Robert Burnham, Jr, Burnham's Celestial Handbook: Volume Two, New York, Dover Publications, Inc., 1978
- (en) Thomas T. Arny, Explorations: An Introduction to Astronomy, Boston, McGraw-Hill, 2007, 3e éd. (ISBN 0-07-321369-1, lire en ligne)
- (it) AA. VV, L'Universo - Grande enciclopedia dell'astronomia, Novara, De Agostini, 2002
- (it) J. Gribbin, Enciclopedia di astronomia e cosmologia, Milano, Garzanti, 2005 (ISBN 88-11-50517-8, lire en ligne)
- (it) W. Owen, Atlante illustrato dell'Universo, Milano, Il Viaggiatore, 2006 (ISBN 88-365-3679-4)

### Textes spécifiques

#### Sur l'évolution stellaire
- (en) C. J. Lada, N. D. Kylafits, The Origin of Stars and Planetary Systems, Kluwer Academic Publishers, 1999 (ISBN 0-7923-5909-7)
- (it) A. De Blasi, Le stelle: nascita, evoluzione e morte, Bologna, CLUEB, 2002 (ISBN 88-491-1832-5)
- (it) C. Abbondi, Universo in evoluzione dalla nascita alla morte delle stelle, Sandit, 2007 (ISBN 88-89150-32-7)

#### Sur le nuage du Loup
- (en) Comerón, F., The Lupus Clouds, vol. 5 : Handbook of Star Forming Regions, Volume II: The Southern Sky ASP Monograph Publications, 2008 (lire en ligne), p. 295

### Cartes célestes
- (en) Toshimi Taki, Taki's 8.5 Magnitude Star Atlas, 2005 (lire en ligne)
- (en) Tirion, Rappaport, Lovi, Uranometria 2000.0 - Volume I - The Northern Hemisphere to -6°, Richmond, Virginie, USA, Willmann-Bell, inc, 1987 (ISBN 0-943396-14-X)
- (en) Tirion, Sinnott, Sky Atlas 2000.0 - Second Edition, Cambridge, USA, Cambridge University Press, 1998 (ISBN 0-933346-90-5)
- (en) Tirion, The Cambridge Star Atlas 2000.0, Cambridge, USA, Cambridge University Press, 2001, 3e éd. (ISBN 0-521-80084-6, lire en ligne)